# شصت و ششمین دوره جوایز بفتا
شصت و ششمین دورهٔ جوایز بفتا  در خانه اپرای سلطنتی لندن برگزار شد . 

## نامزدی‌ها و جوایز
| بهترین فیلم | بهترین کارگردانی |
| --- | --- |

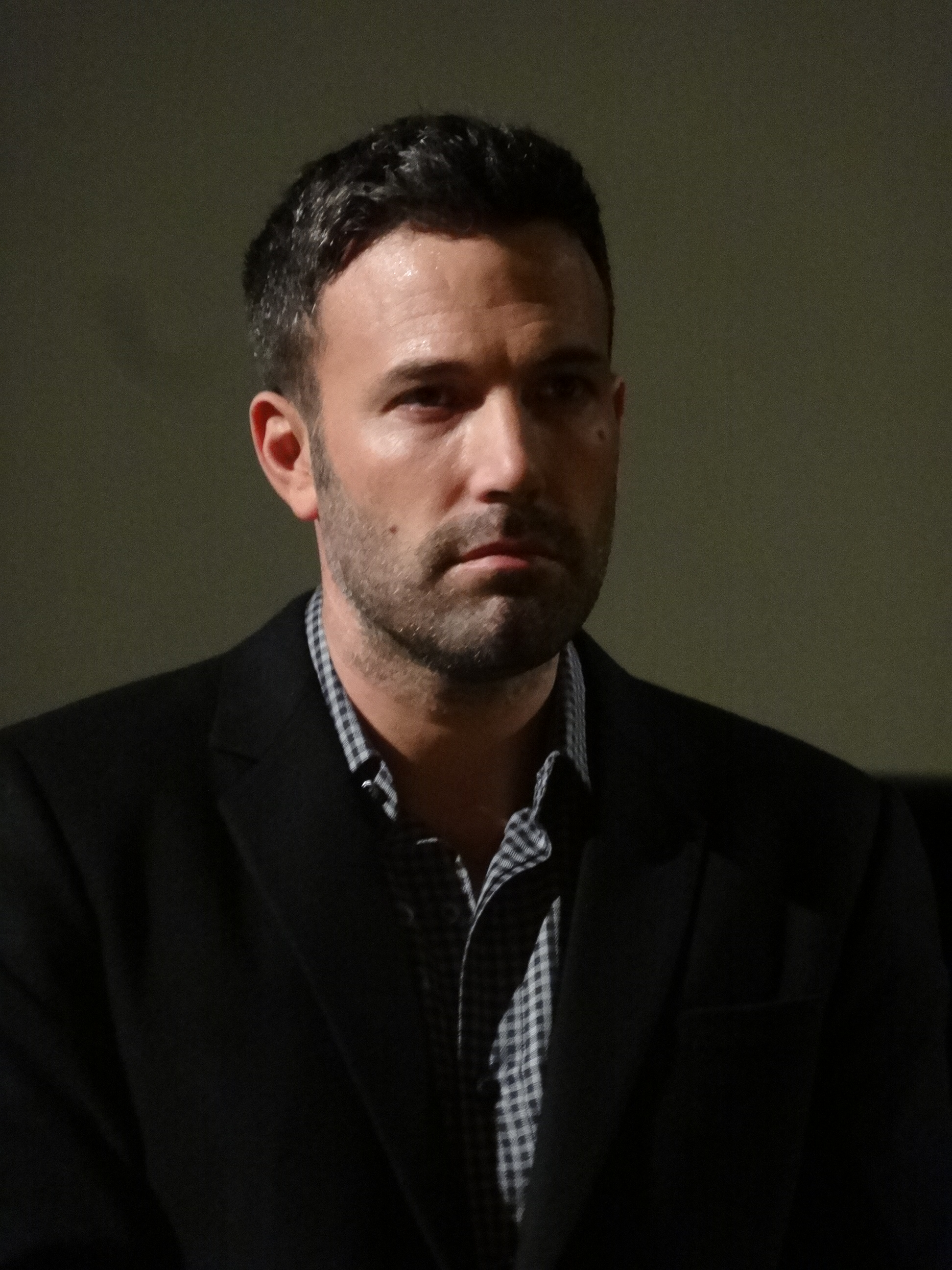
بن افلک, برنده بهترین کارگردانی

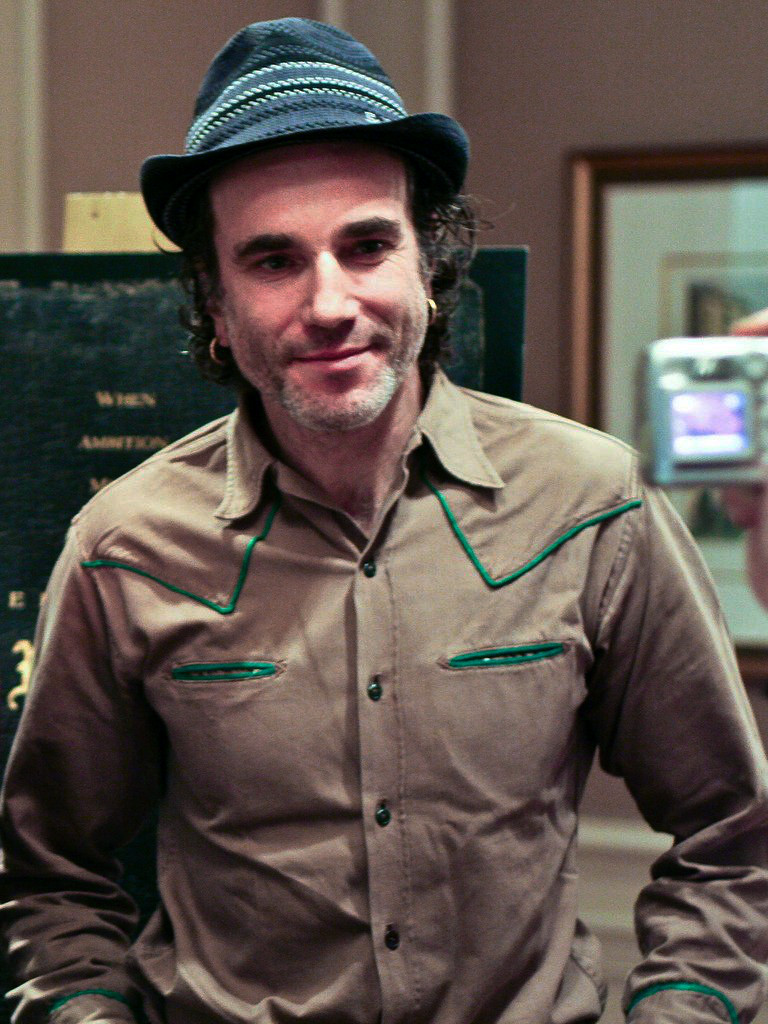
دانیل دی-لوئیس, برنده بهترین بازیگر نقش اول مرد

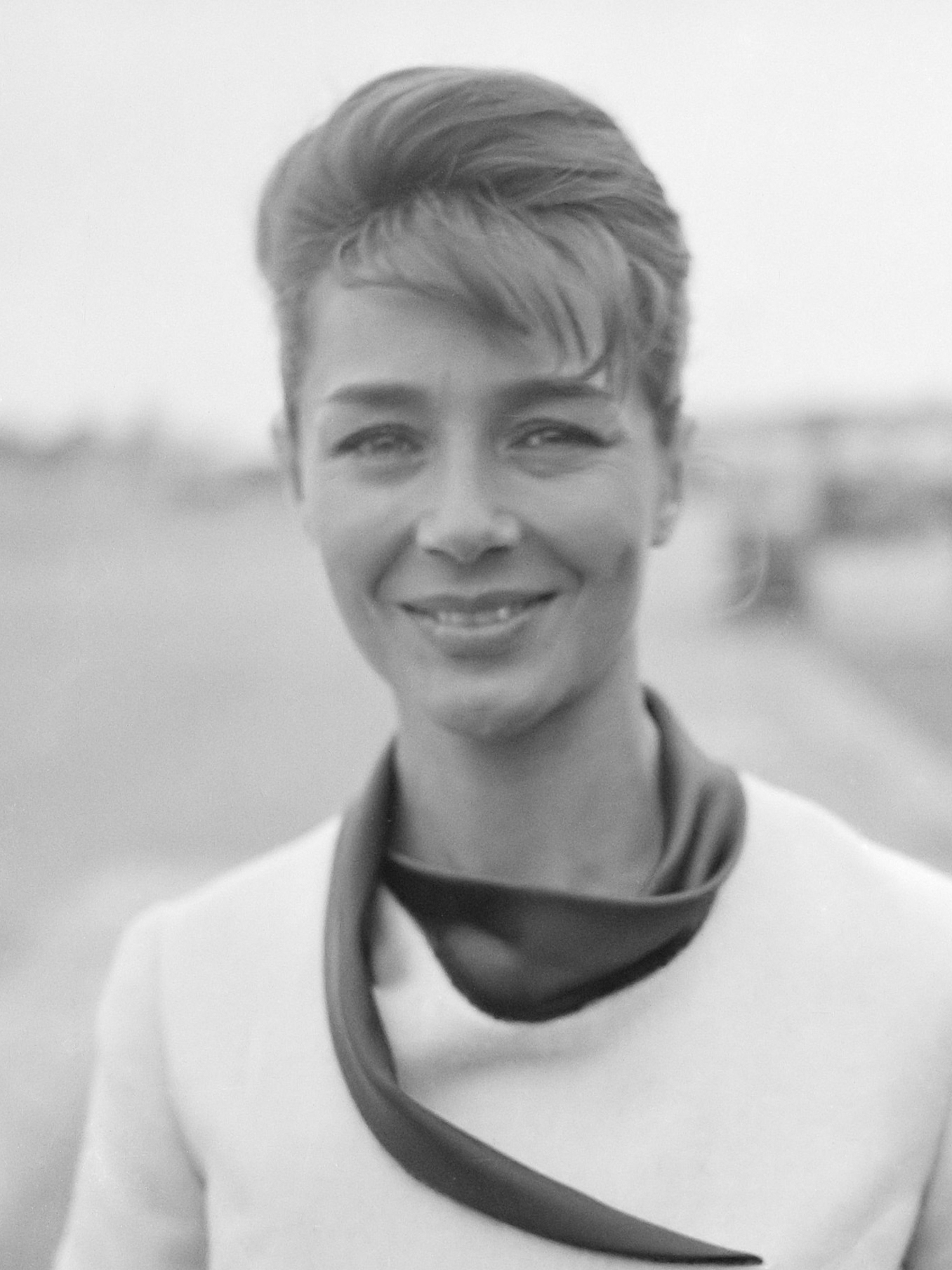
امانوئل ریوا, برنده بهترین بازیگر نقش اول زن

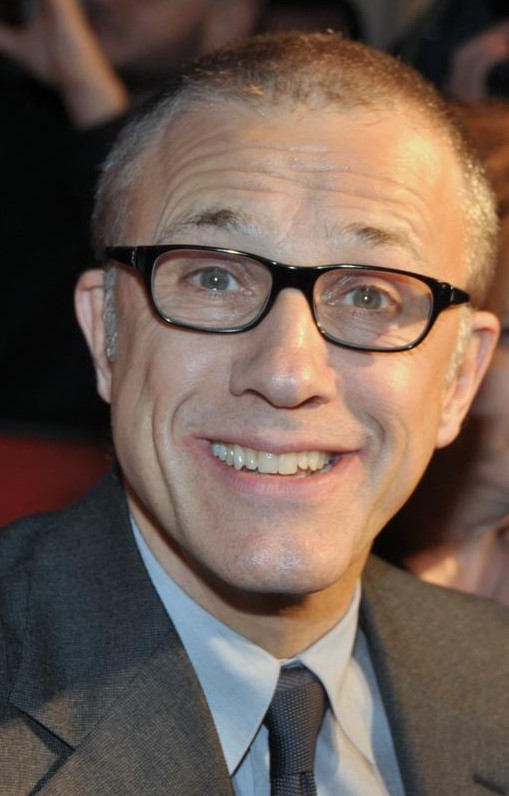
کریستوف والتس, برنده بهترین بازیگر نقش مکمل مرد

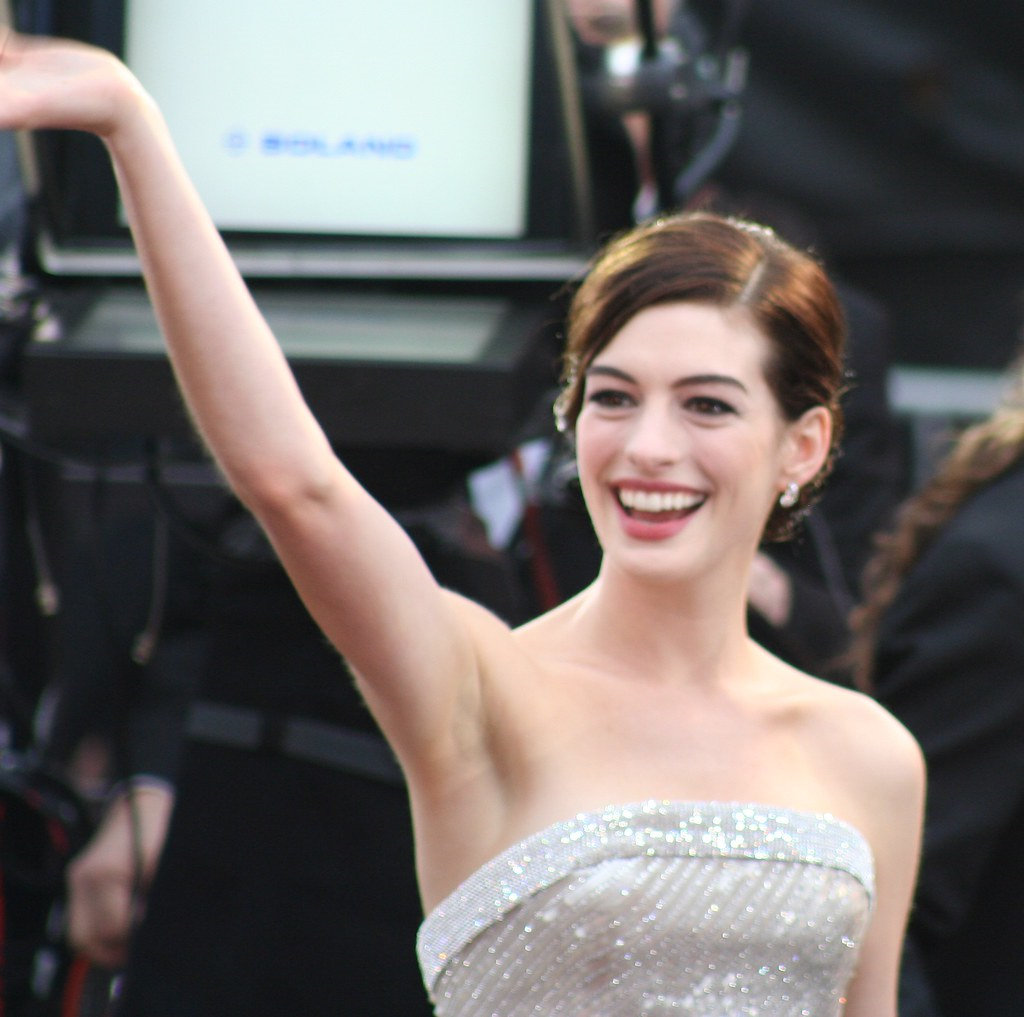
ان هتوی, برنده بهترین بازیگر نقش مکمل زن

| آرگو (فیلم ۲۰۱۲) - بینوایان (فیلم ۲۰۱۲) - زندگی پای (فیلم) - لینکلن (فیلم ۲۰۱۲) - سی دقیقه پس از نیمه‌شب                                                                                | بن افلک – آرگو (فیلم ۲۰۱۲) - کاترین بیگلو – سی دقیقه پس از نیمه‌شب - میشائیل هانکه – عشق (فیلم ۲۰۱۲) - انگ لی – زندگی پای (فیلم) - کوئنتین تارانتینو – جنگوی آزادشده               |
| بهترین بازیگر نقش اول مرد | بهترین بازیگر نقش اول زن |
| دانیل دی-لوئیس – لینکلن (فیلم ۲۰۱۲) - بن افلک – آرگو (فیلم ۲۰۱۲) - بردلی کوپر – دفترچه امیدبخش - هیو جکمن – بینوایان (فیلم ۲۰۱۲) - واکین فینیکس – استاد (فیلم ۲۰۱۲)                    | امانوئل ریوا – عشق (فیلم ۲۰۱۲) - جسیکا چستین – سی دقیقه پس از نیمه‌شب - ماریون کوتیار – زنگار و استخوان - جنیفر لارنس – دفترچه امیدبخش - هلن میرن – هیچکاک (فیلم)                  |
| بهترین بازیگر نقش مکمل مرد | بهترین بازیگر نقش مکمل زن |
| کریستوف والتس – جنگوی آزادشده - آلن آرکین – آرگو (فیلم ۲۰۱۲) - خاویر باردم – اسکای‌فال - فیلیپ سیمور هافمن – استاد (فیلم ۲۰۱۲) - تامی لی جونز – لینکلن (فیلم ۲۰۱۲)                      | ان هتوی – بینوایان (فیلم ۲۰۱۲) - امی آدامز – استاد (فیلم ۲۰۱۲) - جودی دنچ – اسکای‌فال - سالی فیلد – لینکلن (فیلم ۲۰۱۲) - هلن هانت – جلسه‌ها (فیلم)                                  |
| فیلم‌نامه اوریجینال | فیلم‌نامه اقتباسی |
| جنگوی آزادشده – کوئنتین تارانتینو - عشق (فیلم ۲۰۱۲) – میشائیل هانکه - استاد (فیلم ۲۰۱۲) – پل توماس اندرسن - قلمرو طلوع ماه – وس اندرسن, رومن کوپولا - سی دقیقه پس از نیمه‌شب – مارک بول | دفترچه امیدبخش – دیوید او. راسل - آرگو (فیلم ۲۰۱۲) – کریس تریو - جانوران حیات وحش جنوب – Lucy Alibar, بن زایتلین - زندگی پای (فیلم) – دیوید مگی - لینکلن (فیلم ۲۰۱۲) – تونی کوشنر |
| بهترین فیلمبرداری | طراحی لباس |
| زندگی پای (فیلم) - آنا کارنینا (فیلم ۲۰۱۲) - بینوایان (فیلم ۲۰۱۲) - لینکلن (فیلم ۲۰۱۲) - اسکای‌فال                                                                                      | آنا کارنینا (فیلم ۲۰۱۲) - آرزوهای بزرگ (فیلم ۲۰۱۲) - بینوایان (فیلم ۲۰۱۲) - لینکلن (فیلم ۲۰۱۲) - سفیدبرفی و شکارچی                                                                |
| بهترین تدوین فیلم | بهترین گریم و آرایش مو |
| آرگو (فیلم ۲۰۱۲) - جنگوی آزادشده - زندگی پای (فیلم) - اسکای‌فال - سی دقیقه پس از نیمه‌شب                                                                                                 | بینوایان (فیلم ۲۰۱۲) - آنا کارنینا (فیلم ۲۰۱۲) - هیچکاک (فیلم) - هابیت: یک سفر غیرمنتظره - لینکلن (فیلم ۲۰۱۲)                                                                     |
| بهترین طراحی تولید | بهترین صدا |
| بینوایان (فیلم ۲۰۱۲) - آنا کارنینا (فیلم ۲۰۱۲) - زندگی پای (فیلم) - لینکلن (فیلم ۲۰۱۲) - اسکای‌فال                                                                                      | بینوایان (فیلم ۲۰۱۲) - جنگوی آزادشده - هابیت: یک سفر غیرمنتظره - زندگی پای (فیلم) - اسکای‌فال                                                                                      |
| بهترین جلوه‌های ویژه تصویری | بهترین موسیقی |
| زندگی پای (فیلم) - انتقام‌جویان (فیلم ۲۰۱۲) - شوالیه تاریکی برمی‌خیزد - هابیت: یک سفر غیرمنتظره - پرومتئوس (فیلم)                                                                        | اسکای‌فال - آنا کارنینا (فیلم ۲۰۱۲) - آرگو (فیلم ۲۰۱۲) - زندگی پای (فیلم) - لینکلن (فیلم ۲۰۱۲)                                                                                     |
| بهترین فیلم خارجی | بهترین فیلم بریتانیا |
| عشق (فیلم ۲۰۱۲) - Headhunters - شکار (فیلم ۲۰۱۲) - زنگار و استخوان - دست‌نیافتنی‌ها | اسکای‌فال - آنا کارنینا (فیلم ۲۰۱۲) - بهترین هتل عجیب مریگولد - بینوایان (فیلم ۲۰۱۲) - هفت روانی                                                                                   |

### بیشترین برنده
- ۴ : بینوایان (فیلم ۲۰۱۲)
- ۳ : آرگو (فیلم ۲۰۱۲)
- ۲ : عشق (فیلم ۲۰۱۲), جنگوی آزادشده, زندگی پای (فیلم), and اسکای‌فال

### بیشترین کاندیدا
- ۱۰ : لینکلن (فیلم ۲۰۱۲)
- ۹ : بینوایان (فیلم ۲۰۱۲) and زندگی پای (فیلم)
- ۸ : اسکای‌فال
- ۷ : آرگو (فیلم ۲۰۱۲)
- ۶ : آنا کارنینا (فیلم ۲۰۱۲)
- ۵ : جنگوی آزادشده and سی دقیقه پس از نیمه‌شب
- ۴ : عشق (فیلم ۲۰۱۲) and استاد (فیلم ۲۰۱۲)
- ۳ : هابیت: یک سفر غیرمنتظره and دفترچه امیدبخش
- ۲ : هیچکاک (فیلم), The Imposter, and زنگار و استخوان

## جستار های مرتبط
- نوزدهمین مراسم جایزه انجمن بازیگران فیلم
- هفتادمین مراسم گلدن گلوب
- هشتاد و پنجمین دوره جوایز اسکار